# Sistema catadiòptric

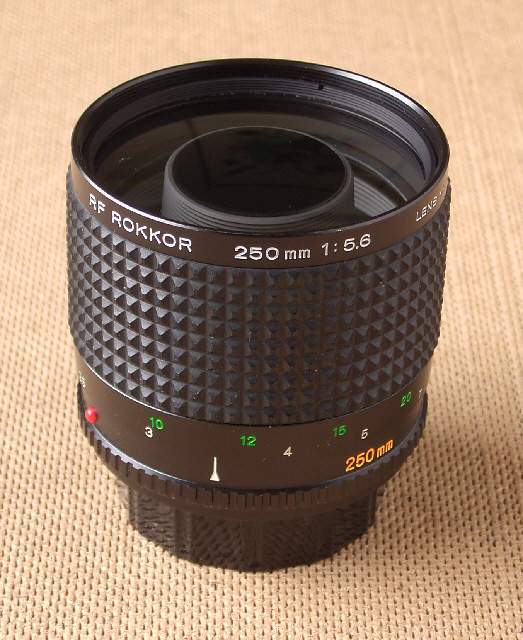
Objectiu catadriòptic 5,6/250mm amb prou feines més gran que un objectiu normal.

Un sistema òptic catadiòptric és aquell on la refracció i la reflexió es combinen en un sistema òptic, generalment mitjançant lents (diòptrics) i miralls corbats (catòptrics). Les combinacions catadiòptriques s'utilitzen en sistemes d'enfocament com ara reflectors, fars d'automoció, sistemes d'enfocament de far d'hora, telescopis òptics, microscopis, i teleobjectius. Altres sistemes òptics que utilitzen lents i miralls es coneixen també com a "catadiòptrics", com els sensors de vigilància catadiòptrics.
També coneguts com a objectius rèflex i objectius de miralls, els objectius catadiòptrics estan dissenyats amb una combinació de lents i miralls corbs que permeten grans distàncies focals en un objectiu petit.

## Sistemes catadiòptrics primerencs
S'han utilitzat combinacions catadiòptriques per a molts dels primers sistemes òptics. En la dècada de 1820, Augustin-Jean Fresnel va desenvolupar diversos reflectors de fars catadiòptrics. Léon Foucault va desenvolupar un microscopi catadiòptric en 1859 per contrarestar les aberracions de l'ús de lents per obtenir imatges d'objectes a alta potència. En 1876, un enginyer francès, A. Mangin, va inventar el que s'anomena mirall de Mangin, un reflector de vidre còncau amb la superfície platejata en la part posterior del vidre. Les dues superfícies del reflector tenen diferents radis per corregir l'aberració del mirall esfèric. La llum travessa el vidre dues vegades, la qual cosa fa que tot el sistema actuï com una lent triple. Els miralls Mangin es van utilitzar en els reflectors, on produïen un raig paral·lel gairebé veritable. Molts telescopis catadiòptrics usen lents negatius amb una capa reflectora en la part posterior que es coneixen com a "miralls Mangin", encara que no són objectius d'un sol element com el Mangin original, i alguns fins i tot són anteriors a la invenció de Mangin.

## Característiques
Són objectius molt lleugers, molt petits amb relació a la seva distància focal, no produeixen aberracions cromàtiques i són molt barats. Com a inconvenients compten amb una obertura de diafragma fixa, no són lluminosos (f:8 és usual) i tenen un bokeh característic molt poc benvolgut.
En tenir una obertura de diafragma fixa, la profunditat de camp no és ajustable. L'exposició s'ajusta mitjançant la velocitat d'obturació o amb un joc de filtres gris.
Per a càmeres de petit format les distàncies focals van des de 200 mm fins a 2.000 mm.

## Telescopis catadiòptrics
Els telescopis catadiòptrics són telescopis òptics que combinen miralls i lents amb forma específica per formar una imatge. Normalment es fa de manera que el telescopi pot tenir un grau de correcció general d'errors més gran que els seus homòlegs totalment lents o tot miralls, amb un camp de visió lliure d'aberracions, per tant, més ampli. Els seus dissenys poden tenir superfícies totalment esfèriques senzilles i poden aprofitar una trajectòria òptica plegada que redueix la massa del telescopi, facilitant la seva fabricació. Molts tipus utilitzen “correctors”, una lent o mirall corbat en un sistema òptic de formació d'imatges combinada de manera que l'element reflectant o refractiu pugui corregir les aberracions produïdes per la seva contrapartida.

### Catadiòptric dialític
Els catadiòptrics dialítics són el primer tipus de telescopi catadiòptric. Consisteixen en un objectiu refractor d'un sol element combinat amb una lent negativa de plata (similar a un mirall Mangin). El primer d'ells va ser el telescopi hamiltonià patentat per WF Hamilton l'any 1814. El telescopi medial de Schupmann dissenyat per l'òptic alemany Ludwig Schupmann a finals del segle xix va col·locar el mirall catadiòptric més enllà del focus del refractor primari i va afegir una tercera lent de correcció / focalització al sistema.

### Correctors d'obertura completa
Hi ha diversos dissenys de telescopis que aprofiten per col·locar una o més lents de diàmetre complet (normalment anomenades "placa correctora ") davant d'un mirall esfèric primari. Aquests dissenys aprofiten que totes les superfícies són "esfèricament simètriques" i originalment es van inventar per crear sistemes òptics amb relacions focals molt ràpides (amplis camps de vista) amb poc coma o astigmatisme, per utilitzar-los com càmeres astrogràfiques. Funcionen combinant la capacitat d'un mirall esfèric de reflectir la llum al mateix punt amb una lent gran a la part davantera del sistema (un corrector) que doblega lleugerament la llum entrant, permetent que el mirall esfèric pugui imaginar objectes a l'infinit. Alguns d'aquests dissenys han estat adaptats per crear catadiòptrics Cassegrain compactes i de llarga distància focal.

#### Placa correctora de Schmidt
El corrector de Schmidt, el primer corrector de diàmetre complet, es va utilitzar a la càmera de Schmidt de 1931 de Bernhard Schmidt. La càmera Schmidt és un telescopi fotogràfic de camp ampli, amb la placa correctora al centre de curvatura del mirall primari, produint una imatge en un focus dins del conjunt de tubs on es munta una placa o un detector de pel·lícules corbes. El corrector relativament prim i lleuger permet que es construeixin càmeres de Schmidt amb diàmetres de fins a 1,3 m. La forma complexa del corrector requereix diversos processos per fer, començant per un tros pla de vidre òptic, col·locant un buit a un costat per corbar la peça sencera, després triturant i polint l'altra cara plana per aconseguir la forma exacta necessària per corregir l'aberració esfèrica causada pel mirall primari. El disseny s'ha prestat a moltes variants de Schmidt.
Subtipus populars
Els telescopis Schmidt – Cassegrain són un dels dissenys comercials més populars del mercat astronòmic amateur,  produint-se en massa des dels anys seixanta. El disseny substitueix el suport de pel·lícula de Schmidt Camera per un mirall secundari Cassegrain, fent un recorregut òptic plegat amb una llarga distància focal i un camp de vista estret.

#### Carcasa correctora de menisc
La idea de substituir la complicada placa correctora de Schmidt per una lent de menisc esfèrica d'obertura completa fàcil de fabricar (una closca de corrector de menisc) per crear un telescopi de camp ampli es va produir a almenys quatre dissenyadors òptics a principis dels anys quaranta d'Europa esquinçada per la guerra, incloent Albert Bouwers (1940), Dmitri Dmitrievich Maksutov (1941), K. Penning i Dennis Gabor (1941).  secret de temps de guerra va evitar que aquests inventors coneguessin els dissenys dels altres, donant lloc a que cada un fos una invenció independent. Albert Bouwers va construir un prototip telescopi de menisc l'agost de 1940 i la va patentar el febrer de 1941. Utilitzava un menisc esfèricament concèntric i només era adequat com a càmera astronòmica monocromàtica. En un disseny posterior va afegir un doblet cimentat per corregir l'aberració cromàtica. Dmitri Maksutov va construir un prototip per a un tipus similar de telescopi de menisc, el Telescopi de Maksútov, a l'octubre de 1941 i el va patentar el novembre d'aquest mateix any.  El seu disseny va corregir les aberracions esfèriques i cromàtiques situant un feble corrector de menisc en forma negativa més a prop del mirall primari.
Subtipus populars
Els telescopis Maksutov-Cassegrain són el disseny més freqüent que utilitza un corrector de menisc, una variant del telescopi Maksutov. Té un "punt" secundari platejat al corrector, que fa un telescopi de llarga distància focal però compacte (trajectòria òptica plegada) amb un camp de vista estret. Aquesta idea de disseny va aparèixer a les notes de Dmitri Maksutov de 1941 i va ser desenvolupada originalment en dissenys comercials per Lawrence Braymer (Questar, 1954) i John Gregory (patent de 1955  ). La combinació del corrector amb la taca secundària argentada fa que Maksutov – Cassegrains siguin de baix manteniment i resistència, ja que es poden segellar a l'aire i es poden fixar en alineació (col·liminació).

### Correctors de subobertura
En els dissenys de correctors de subobertura, els elements correctors solen estar al centre d'un objectiu molt més gran. Aquests elements poden ser tant lents com miralls, però com que hi ha múltiples superfícies, aconseguir una bona correcció d'aberracions en aquests sistemes pot ser molt complex. Exemples de telescopis catadiòptrics correctors de subobertura inclouen el telescopi Argunov – Cassegrain, el telescopi Klevtsov – Cassegrain i el corrector subobertura Maksutovs, que utilitzen com a "mirall secundari " un grup òptic format per elements de lents i de vegades miralls dissenyats per correcta aberració, així com els telescopis Newtonian Jones-Bird, que utilitzen un mirall esfèric primari combinat amb una petita lent corrector muntada a prop del focus.

## Lents catadiòptriques fotogràfiques
Diversos tipus de sistemes catadioptrics també s'utilitzen en lents de càmeres conegudes alternativament com a lents catadiòptriques, lents reflexes o lents de mirall. Aquestes lents utilitzen alguna forma del disseny de la cassegraina que redueix considerablement la longitud física del conjunt òptic, en part plegant la trajectòria òptica, però sobretot a través de l'efecte teleobjectiu del mirall convex secundari que multiplica la distància focal moltes vegades (fins a 4 a 5 vegades). Això crea lents amb distàncies focals des de 250 mm fins a 1000 mm o més, molt més curtes i compactes que els seus homòlegs de focus llarg o de teleobjectiu. A més, l'aberració cromàtica, un problema important amb les lents de refracció llargues i l'aberració fora d'eix, un problema important dels telescopis reflectants, s'elimina gairebé completament pel sistema catadioptric, fent que la imatge que produeix sigui adequada per omplir el gran pla focal d'una càmera.
Un exemple de "desdibuix d'iris" o bokeh produït per una lent catadiòptrica, darrere d'una llum enfocada.
Les lents catadiòptriques tenen, però, diversos inconvenients. El fet que tinguin una obstrucció central significa que no poden utilitzar un diafragma regulable per controlar la transmissió de llum. Això vol dir que el valor de número F de la lent està fixat en la relació focal dissenyada en general del sistema òptic (el diàmetre del mirall primari dividit en la distància focal). La incapacitat d'aturar la lent produeix que la lent catadiòptrica tingui una curta profunditat de camp. L'exposició s'ajusta normalment mitjançant la col·locació de filtres de densitat neutra a la part frontal o posterior de la lent. La seva funció de transferència de modulació mostra un baix contrast en freqüències espacials baixes. Finalment, la seva característica més destacada és la forma anul·lar de les zones desfocalitzades de la imatge, donant-li un «buf de iris» o bokeh en forma de bunyol, causada per la forma de la pupil·la d'entrada .
Diverses empreses van fabricar lents catadiòptiques al llarg de la segona meitat del segle xx. Nikon (sota els noms Mirror- Nikkor i posteriorment Reflex- Nikkor) i Canon van oferir diversos dissenys, com ara 500 mm 1: 8 i 1000 mm 1:11. Empreses més petites com Tamron, Samyang i Vivitar i Opteka també va oferir diverses versions, amb aquestes tres últimes marques que segueixen produint activament diverses lents catadiòptriques per utilitzar-les en càmeres modernes del sistema. Sony (abans Minolta) va oferir un lent catadiòptrica de 500 mm per a la seva gamma de càmeres Alpha. La lent de Sony tenia la distinció de ser l'única lent reflex fabricada per una marca important que compta amb enfocament automàtic (a part de les idèntiques lents de Minolta que van precedir la producció de Sony).

### Productes
En 2003 Minolta ofereix un objectiu de gran valor òptic i mecànic de 500mm f:8 autofocus. De fet va ser el primer objectiu catadiòptric en els anys 90. També Jenoptik fabrica un catadiòptric de 500mm f:4.
Sigma per la seva banda ofereix un model de major distància focal, 600mm f:8, amb una grandària de 12cm de llarg, amb prou feines un cinquè de la distància focal efectiva.
Els objectius més grans que es fabriquen són els Pentax (K i M 2.000mm f:13,5), Nikon (2.000mm f:11), Minolta (1.600mm f:11) i Minolta (1.600mm f:11), però solament es fabriquen per encàrrec. Existeix un Canon (5.200mm f:14).

#### Pentax
- Muntura K
  - smc Pentax K Reflex 2.000mm F13.5 (1979-1982)
  - smc Pentax M Reflex 2.000mm F13.5 (1982-2004)
  - smc Pentax K Reflex 1.000mm F11 (1977-2004)
  - smc Pentax K 400-600mm F8-12 Reflex (1984-1999)

- Muntura 6x7 (format mitjà)
  - Reflex-Takumar 6X7 1.000mm F8 (1971 - ?)

#### Altres marques
- Muntura rosca T
  - Samyang 500mm F6.3
  - Samyang 440mm F5.6

## Galeria de lents catadiòptriques

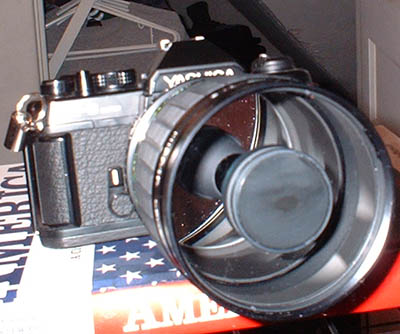
Lent catadiòptrica de 500 mm muntada en un Yashica FX-3
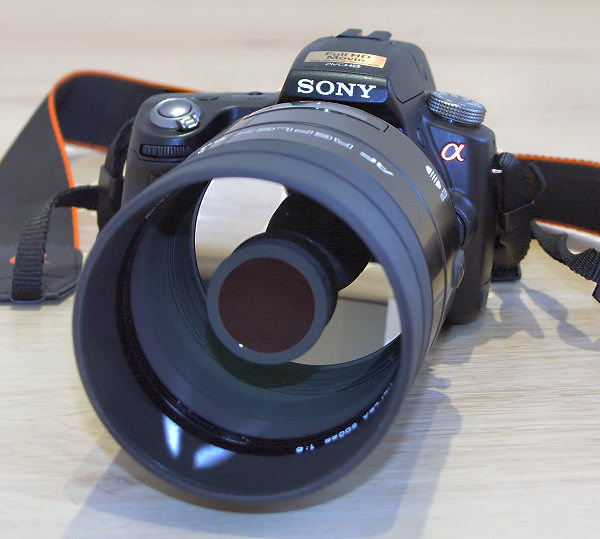
Lent catadiòptric Minolta AF 500 mm F/8 muntat en una càmera Sony Alpha 55
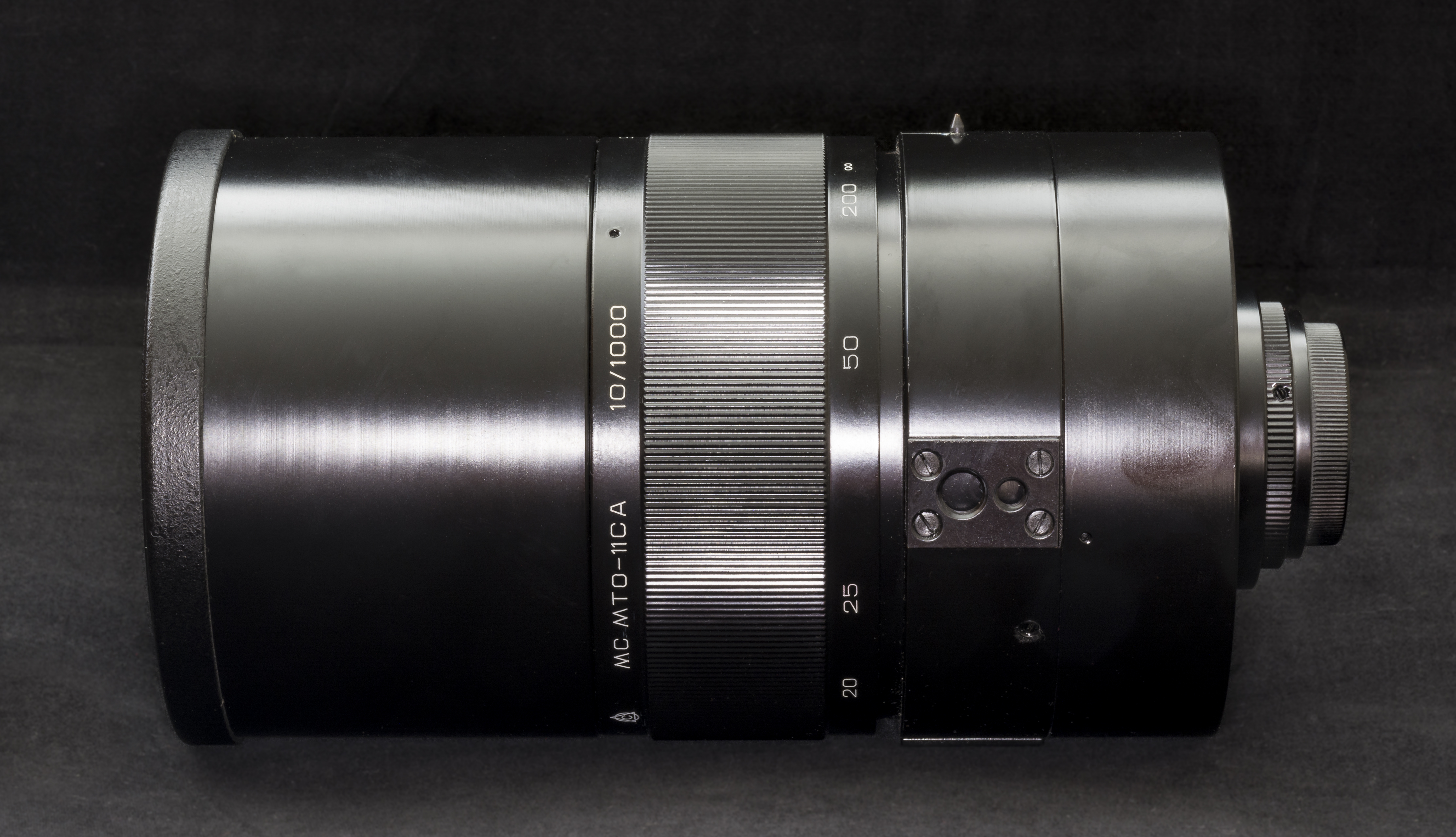
Russian catadioptric (mirror) photolens «MC MTO-11CA»
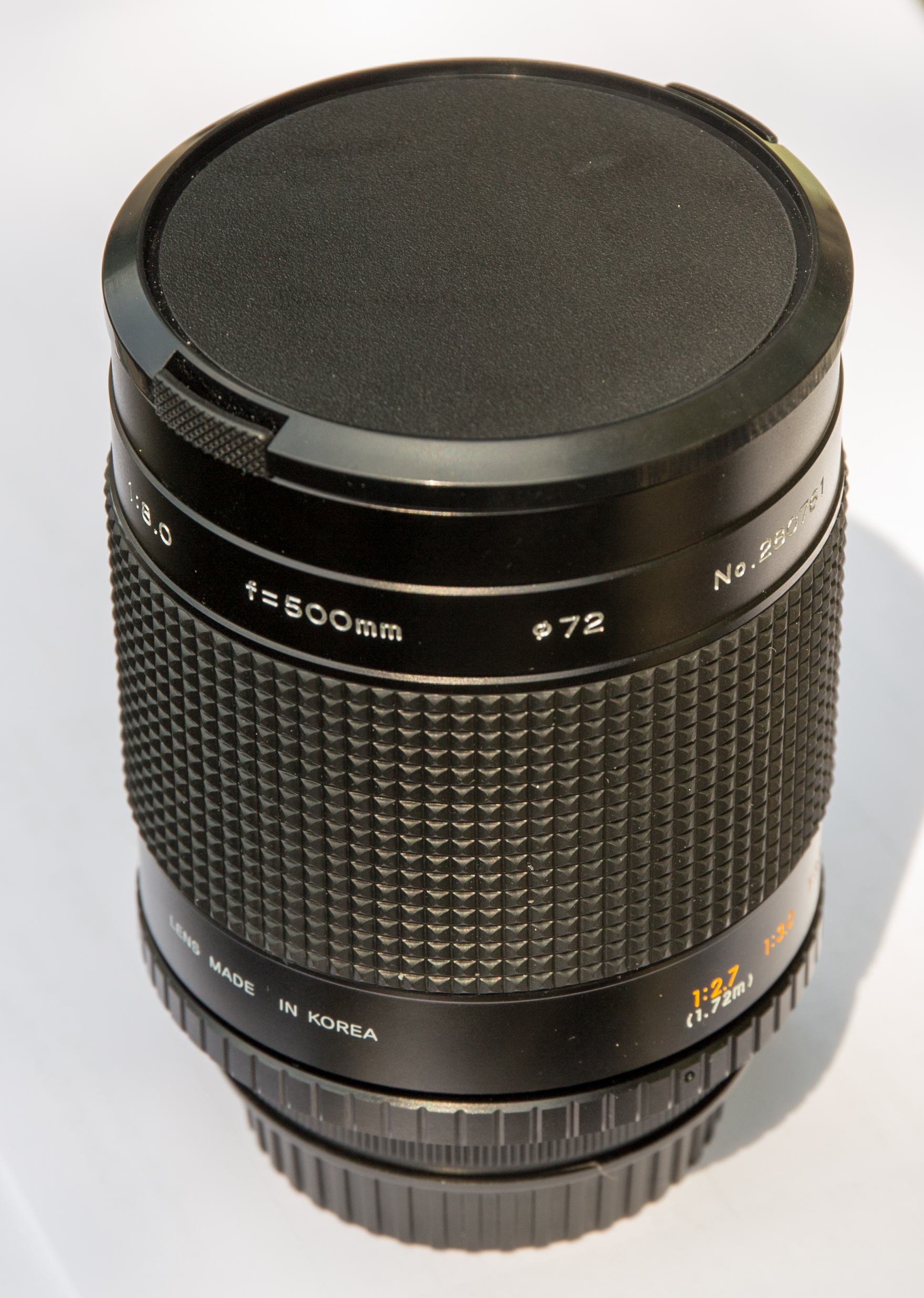
Samyang 500mm f/8
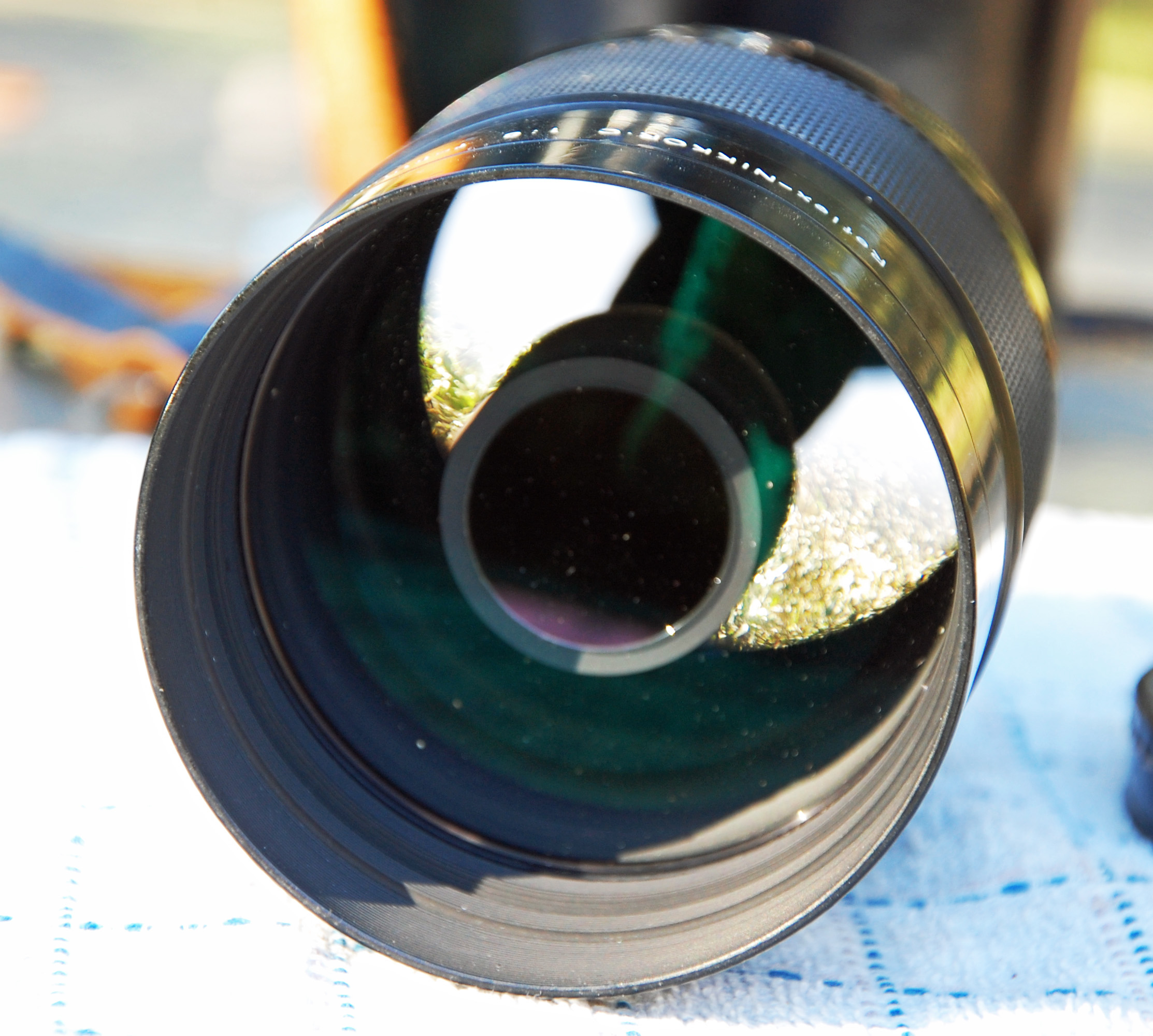
Nikon 500mm f/8 reflex lens